# Piona conglobata
Piona conglobata är en kvalsterart som först beskrevs av Koch 1836.  Piona conglobata ingår i släktet Piona och familjen Pionidae.

## Underarter
Arten delas in i följande underarter:
- P. c. comglobata
- P. c. wisconsinensis